# Vigasio
Vigasio là một đô thị ở tỉnh Verona trong vùng Veneto của Ý, có cự ly khoảng 110 km về phía tây của Venice và khoảng 14 km về phía tây nam của Verona. Tại thời điểm ngày 31 tháng 12 năm 2004, đô thị này có dân số 7.393 người và diện tích là 30,8 km².
Đô thịVigasio có các frazioni (đơn vị trực thuộc, chủ yếu là các làng) Isolalta and Forette.
Vigasio giáp các đô thị: Buttapietra, Castel d'Azzano, Isola della Scala, Nogarole Rocca, Povegliano Veronese, Trevenzuolovà Villafranca di Verona.